# Club Atlético de Madrid 1952-1953
Questa voce raccoglie le informazioni riguardanti il Club Atlético de Madrid nelle competizioni ufficiali della stagione 1952-1953.

## Stagione
Nella stagione 1952-1953 i colchoneros, allenati da Helenio Herrera fino alla 17ª giornata e avvicendato da Ramon Colon fino a fine stagione, terminarono il campionato all'ottavo posto. In Coppa del Generalísimo l'Atlético Madrid fu invece eliminato in semifinale, nuovamente dal Barcellona che vincerà poi il torneo.

## Maglie e sponsor
| Manica sinistra · Manica sinistra · Maglietta · Maglietta · Manica destra · Manica destra · Pantaloncini · Calzettoni |

## Rosa
| N. |                       | Ruolo | Calciatore              |
| -- | --------------------- | ----- | ----------------------- |
| -  | Spagna (bandiera)     | P     | Luis Menéndez           |
| -  | Spagna (bandiera)     | P     | Manuel Montes Cárdenas  |
| -  | Spagna (bandiera)     | D     | Tinte                   |
| -  | Spagna (bandiera)     | D     | Verde                   |
| -  | Spagna (bandiera)     | D     | Vilita                  |
| -  | Spagna (bandiera)     | D     | Juan José Mencía        |
| -  | Paraguay (bandiera)   | D     | Heriberto Herrera       |
| -  | Spagna (bandiera)     | D     | Alberto Callejo         |
| -  | Spagna (bandiera)     | D     | Rafael Mújica González  |
| -  | Jugoslavia (bandiera) | C     | Aleksandar Aranđelović  |
| -  | Spagna (bandiera)     | C     | Alfonso Silva Placeres  |
| -  | Spagna (bandiera)     | C     | José Hernández González |

| N. |                    | Ruolo | Calciatore            |
| -- | ------------------ | ----- | --------------------- |
| -  | Spagna (bandiera)  | C     | Francisco Molina      |
| -  | Spagna (bandiera)  | C     | Enrique Galbis        |
| -  | Svezia (bandiera)  | C     | Henry Carlsson        |
| -  | Spagna (bandiera)  | C     | Ramón Cobo            |
| -  | Marocco (bandiera) | C     | Larbi Ben Barek       |
| -  | Spagna (bandiera)  | C     | Adrián Escudero       |
| -  | Spagna (bandiera)  | C     | Diego Lozano          |
| -  | Spagna (bandiera)  | A     | Miguel González Pérez |
| -  | Spagna (bandiera)  | A     | José Luis Pérez-Payá  |
| -  | Spagna (bandiera)  | A     | Agustín Sánchez       |
| -  | Spagna (bandiera)  | A     | José Juncosa          |

## Risultati

### Coppa del Generalísimo
| Arbitro: | Juan Gardeazabal Garay |

|                     |           |            |
| Doménech 41’ (rig.) | Marcatori | 72’ Molina |

| Arbitro: | Andrés Rivero Lecuona |

|                                        |           |                        |
| Silva 30’ Miguel 53’, 85’ Escudero 88’ | Marcatori | 66’ Uncilla 89’ Araújo |

| Arbitro: | José Mazagatos Vicario |

|                                       |           |             |
| Arcas 22’ Marcet 67’ Tinte 80’ (aut.) | Marcatori | 75’ Agustín |

| Arbitro: | Enrique Blanco Pérez |

|                                                |           |                         |
| Agustín 20’ Escudero 25’, 99’ Miguel 62’, 102’ | Marcatori | 31’ Paseiro 112’ Marcet |

| Arbitro: | Julián Arqué Martín |

|                                                                      |           |            |
| César 5’ Moreno 15’, 23’ Kubala 38’ (rig.), 74’ Basora 61’, 62’, 89’ | Marcatori | 17’ Miguel |

| Arbitro: | Antonio Pérez Rodríguez |

|                             |           |              |
| Molina 90+1’ Escudero 90+2’ | Marcatori | 66’ Gonzalvo |

## Statistiche

### Statistiche di squadra
| Competizione           | Punti | Totale | Totale | Totale | Totale | Totale | Totale | DR |
| Competizione           | Punti | G      | V      | N      | P      | Gf     | Gs     | DR |
| ---------------------- | ----- | ------ | ------ | ------ | ------ | ------ | ------ | -- |
| Primera División       | 30    | 30     | 13     | 4      | 13     | 65     | 70     | -5 |
| Coppa del Generalísimo | -     | 6      | 3      | 1      | 2      | 14     | 17     | -3 |
| Totale                 | 30    | 36     | 16     | 5      | 15     | 79     | 87     | -8 |